# Chris Lake
Chris Lake (Aberdeen, 8 agosto 1982) è un disc jockey scozzese.
I suoi primi importanti remix sono stati effettuati su brani di The Prodigy, Leftfield e Eurythmics. Nel 2006 ha raggiunto le classifiche britanniche con il singolo Changes featuring Laura V.
Nel 2017 è stato incluso nella compilation HOWSLA della label OWSLA con i due singoli Operator (Ring Ring) e I Want You. Nella compilation troviamo inoltre artisti come Skrillex, Habstrakt e JOYRYDE. Suo album "Chemistry" uscirà 11 luglio 

## Discografia

### Album
- 2009: Crazy
- 2018: Close Your Eyes EP con Walker & Royce

### Singoli
- 2002: Santiago de Cuba
- 2004: Filth (con Rowan Blades)
- 2004: Hiatus
- 2005: One Too Many / Electro Retro
- 2005: Until She Rises
- 2006: Changes (feat. Laura V)
- 2006: Mistakes EP
- 2007: Carry Me Away (feat. Emma Hewitt)
- 2008: Word / Ghost (con Sébastien Léger)
- 2008: Only One
- 2008: If You Knew (feat. Nastala)
- 2008: Start Again (feat. Nastala)
- 2010: I Said (con deadmau5)
- 2010: Minimal Life (con Nelski)
- 2010: Sleepwalker
- 2010: Running Out (con Marco Lys)
- 2010: Cross the Line (con Marco Lys)
- 2010: La Tromba Risin' (con Marco Lys & Copyright)
- 2011: Colours (con Nelski)
- 2011: Secrets in the Dark
- 2011: Sundown
- 2011: Build Up
- 2012: Damage Control
- 2012: Stand Alone (con Lazy Rich featuring Jareth)
- 2013: Ohh Shhh
- 2013: Boneless (con Steve Aoki & Tujamo)
- 2013: Helium (feat. Jareth)
- 2017: I Want You
- 2018: Turn Off The Light (feat. Alexis Roberts)
- 2018: Lose My Mind
- 2018: La Tromba (Marco Lys Rework) (con Marco Lys & Copyright)
- 2018: Y.O.D.O. (con Destructo)
- 2018: Deceiver (con Green Velvet)
- 2020: I Remember